# Krzywińskie (powiat ełcki)
Krzywińskie (niem. Krzywinsken, 1938–1945 Heldenhöh) – wieś w Polsce położona w województwie warmińsko-mazurskim, w powiecie ełckim, w gminie Prostki.
W latach 1975–1998 miejscowość należała administracyjnie do województwa suwalskiego.